# Michael Maschka

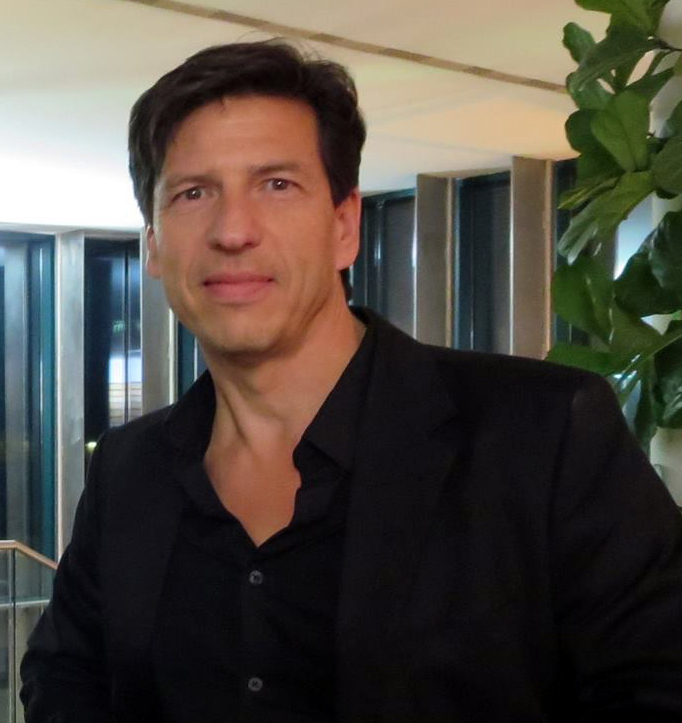
Michael Maschka

Michael Maschka (* 1962 in Augsburg) ist ein deutscher Kunstmaler, Bildhauer, Grafiker und Designer. Er ist ein Künstler des Phantastischen Realismus.

## Leben
Aufgewachsen in Augsburg, kam Michael Maschka früh in Berührung mit der Kunst der Renaissance und des Barock. Obwohl Maschka aus seinem bürgerlichen familiären Umfeld kaum künstlerische Impulse erhielt, entdeckte er schon früh seine Leidenschaft für das Zeichnen und Malen. Nachdem er in Augsburg an der Fachoberschule eine künstlerische Grundausbildung absolviert hatte, ging Maschka 1983 nach Berlin. Abgelehnt an der Universität der Künste (UdK), begann er zunächst Sozialpädagogik zu studieren. Ein Beruf, den er bis 1993 ausübte. Nebenbei stellte er seine Arbeiten in Augsburg und Berlin aus. Als Anhänger des Surrealismus und der Phantastischen Kunst traf er 1994 auf sein großes Vorbild, den österreichischen Maler und Mitbegründer der Wiener Schule des Phantastischen Realismus, Ernst Fuchs. Fuchs förderte Maschka. Als sein Assistent arbeitete Maschka an mehreren Werken mit, so z. B. an der Fuchs-Kirche in Thal bei Graz. Er ist seitdem an Ausstellungsprojekten in Europa und darüber hinaus beteiligt. Bis 2014 war er Mitglied der von Roger M. Erasmy 2003 gegründeten Gruppe „Dalis Erben“, die mit dem Dali-Waggon Erfolge in Frankreich und Deutschland feierte. Als Mitbegründer der Labyrinthe-Gesellschaft (gegründet 2001) hat sich Michael Maschka zum Ziel gesetzt, das Œuvre von Edgar Ende, zu pflegen und der Öffentlichkeit durch Ausstellungen zugänglich zu machen. In diesem Rahmen will er junge Künstler und Förderer der Phantastischen Kunst zusammenbringen. Heute lebt er in Nördlingen, im Donau-Ries.

## Werk
Michael Maschka ist ein Vertreter des Phantastischen Realismus. Sein formaler Ansatz in seinen Bildern ist realistisch und von altmeisterlicher Sorgfalt geprägt. Akribisch wendet er die Techniken der alten Meister an, um seine Bildaussagen zu unterstreichen. Der Betrachter soll von den Rätseln, die seine phantastischen Bilder aufgeben und vom greifbar Sinnlichen verführt werden. Dabei benutzt er das Vokabular der sichtbaren Wirklichkeit, um den unsichtbaren Strukturen einer von ihm wahrgenommenen geistigen Wirklichkeit nachzuspüren. In vielen seiner Bilder taucht das Motiv Nacktheit auf, die für ihn keine Projektionsfläche für Sexualität darstellt, sondern ein Symbol für Natürlichkeit und Verletzbarkeit ist. Die weibliche Figur erscheint in seinen Bildern in Gestalt der Anima als die unbewusste Seite der Seele des Mannes. Mit den Mitteln der Malerei und der Radierung versucht er, das unverhüllte, verletzliche Ich zum Vorschein zu bringen und bildlich darzustellen. Dabei geht es ihm darum, das innere mit dem äußeren Bild in Übereinklang zu bringen.
Maschka will mit seiner Kunst die Wahrnehmung des Betrachters schärfen, damit er wieder hinter die Kulissen seiner eigenen konstruierten Welt blickt. In seinen Bildern bezieht sich Maschka häufig auf Motive aus der Germanischen und Griechischen Mythologie, weil sie für ihn die seit Jahrtausenden universelle Sprache der Archetypen enthalten, eine Sprache, die von zeitlichen und kulturellen Einflüssen weitgehend unbeeinflusst ist und die die Menschen intuitiv verstehen. Diese Motive, die sich immer wieder um die Thematik von Zerstörung und Erneuerung innerhalb der Natur oder des Menschen drehen, bilden einen wesentlichen Teil seiner Bildsprache. Sie sollen Gedankenansätze freilegen, die schon lange vergessen geglaubt sind und doch in unserem Unterbewusstsein weiterleben. Die Symbolik seiner Bilder zielt darauf ab, den Betrachter zum Nachdenken zu bringen und die der sinnlichen Wahrnehmung nicht unmittelbar zugängliche Welt hinter der sichtbaren Wirklichkeit neu zu entdecken.

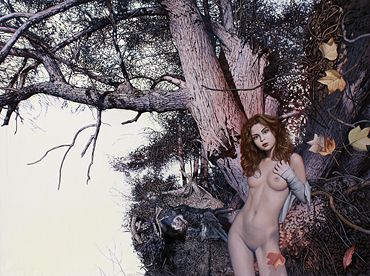
Nymphe im Wald
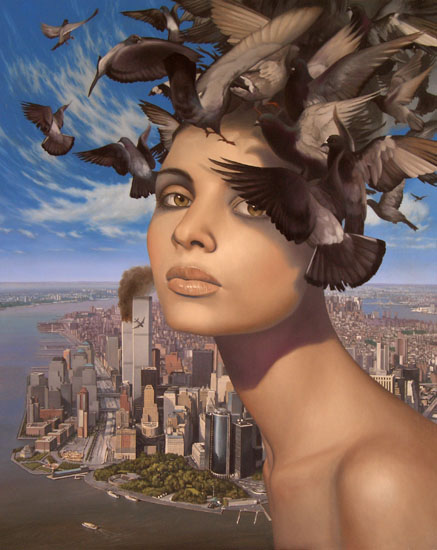
Luft und Erde
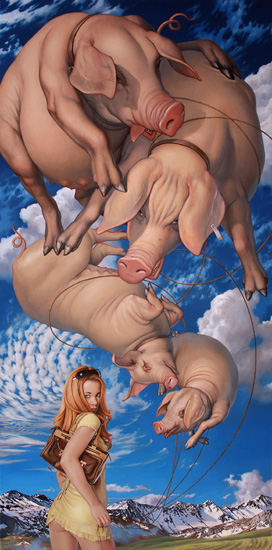
Fliegende Schweine
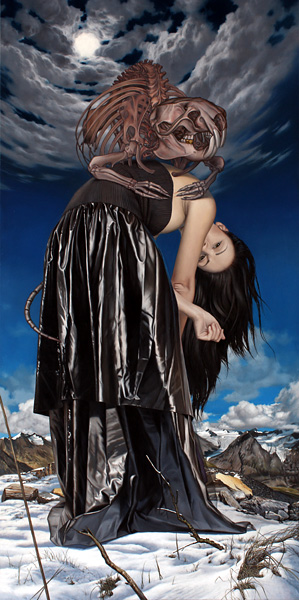
Der Tod und das Mädchen
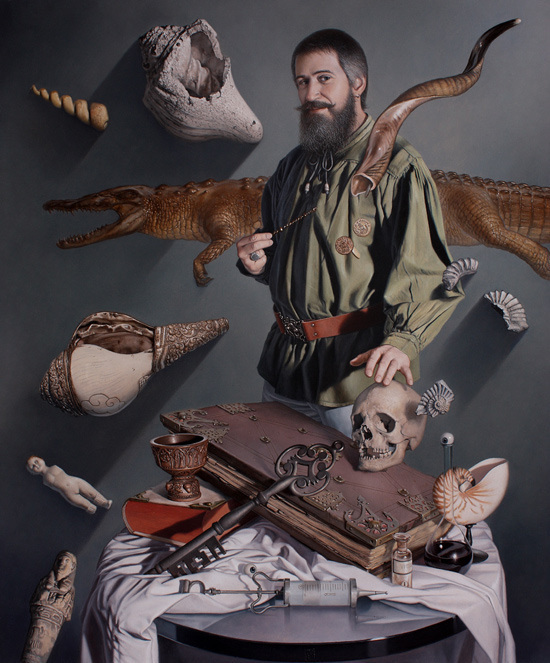
Portrait MM

## Ausstellungen (Auswahl)
- 1994: Du Fantastique au Visionnaire, Le Zittele, Venedig, Italien
- 1997: An den Quellen der Phantastik, Galerie Villa Rolandseck, Remagen, Deutschland
- 1998: Fantastic Realism, St. Petersburg Museum, Otaru, Japan
- 2001: Mythen – Bilder verborgener Welten, Schloss Honhardt, Baden-Württemberg, Deutschland
- 2002: Parfums des femmes, 3. Biennale der Phantastischen Kunst, Saint-Germain-en-Laye, Paris, Frankreich
- 2002: The Hart Gallery, Palm Desert, Kalifornien, USA
- 2003: Les héritiers de Dali, Espace Berthelot, Lyon, Frankreich
- 2005: Hommage an H. Ch. Anderson, Schloss Voergaard, Dänemark
- 2005: Phantastische Welten, Zitadelle Spandau, Berlin, Deutschland
- 2006: Salon de l'art fantastique européen, Les Thermes, Le Mont Dore, Frankreich
- 2007: Dalis Erben malen Europa, Europäisches Parlament, Brüssel, Belgien
- 2007: Apokalypse, Musee d’Art Fantastique de Bruxelles, Belgien
- 2008: Women of the world, Galerie Princesse de Kiev, Nizza, Frankreich
- 2009: International Peace Art Exhibition, Palacio Pignatelli, Barcelona, Spanien
- 2010: Plastica Narboria, Hotêl de Ville, Saint-Avold, Frankreich
- 2010: Le Grand Palais, Paris, Frankreich
- 2011: SAFE 2011, Le Mont-Dore, Frankreich
- 2011: PhantaMorgana, Rathaus Viechtach, Deutschland
- 2012: IMAGO-Phantastic Art, Schloss Riegersburg, Österreich
- 2012: Dalis Erben, Phantastenmuseum Wien, Österreich
- 2013: Michael Maschka, Rathaushalle Kitzingen, Deutschland
- 2013: Dalis Erben, Grand Palais, Paris, Frankreich
- 2014: Ungleiche Geschwister, Trierenberg Art, Traun, Österreich
- 2015: Zwischen den Welten, Galerie CALLAS, Bremen, Deutschland

## Auszeichnungen
- 2007: Kunstpreis der Stadt Le Mont Dore, Frankreich[13][12][14]
- 2010: Bronze-Medaille der Société des artistes français, Grand Palais, Paris, Frankreich[13][15]

## Werke
- Vom Sehen zum Schauen, 1998 (Monographie).
- Der Meisterträumer, 2015 (Roman), ISBN 978-3-95751-077-8